# フルメタル・パニック!
『フルメタル・パニック！』（Full Metal Panic!）は、賀東招二による日本のライトノベル。また、これを原作とするメディアミックス作品。原作のイラストは四季童子。略称は「フルメタ」。富士見ファンタジア文庫 (富士見書房→KADOKAWA) より1998年9月から刊行されている。2024年1月時点でシリーズ累計発行部数は1150万部を突破している。タイトルはスタンリー・キューブリックの映画『フルメタル・ジャケット』をもじったものである。
アニメは2002年から3シリーズが制作され、2018年4月からは第4シリーズが放送された。また、2017年11月から2018年1月までにかけて、テレビアニメ第1期の再編集版が公開された。

## メディア展開
2000年に館尾冽による漫画版『フルメタル・パニック！』がスタート。2002年からはアニメ版が放送開始された。
2005年にはゲーム『スーパーロボット大戦J』にアニメ版1作目と2作目が登場し、2007年には『スーパーロボット大戦W』にアニメ版1作目と2作目に加えアニメ版3作目も登場した。2014年、及び2015年には『第3次スーパーロボット大戦Z』シリーズに初のボイス付きで参戦。天獄篇では原作小説版が初参戦。TVアニメ化に先駆けてARX-8レーバテインが映像化した。
立体物関係はリボルテックヤマグチ『No.59 レーバテイン』を皮切りにROBOT魂など数多くのシリーズでASが立体化されている。
2009年にハリウッドで実写映画の企画が発表された。
2011年8月からは本作品の十数年後を舞台にした初のスピンアウト作品『フルメタル・パニック！ アナザー』が連載開始され、2016年2月に完結した。
2012年にカサハラテツローによる再コミカライズ作品が連載開始された。
2013年10月25日にシリーズ15周年を記念し『フルメタル・パニック！ Blu-ray BOX All Stories』が発売。
2016年12月23日にTVアニメ新シリーズ放送記念のオーディオドラマ『フルメタル・パニック！ 踊るベリー・メリー・クリスマス』が配信開始。
松本忍と松嵜麗による朗読で、Audibleから2018年3月より2019年5月にかけて全12巻が、データ配信でオーディオブック化されている（前述のオーディオドラマとは異なる）。
2018年4月よりテレビアニメ第4作『フルメタル・パニック！ Invisible Victory』が放送。
2024年1月より、本編のクライマックスから約20年後を舞台とした後日談である『フルメタル・パニック！ Family』（著・賀東招二、イラスト：四季童子）の刊行が富士見ファンタジア文庫より開始された。

## あらすじ

### 第1巻（戦うボーイ・ミーツ・ガール）
いかなる国家にも属さず、『軍事力による平和の維持』を目的とする対テロ極秘傭兵組織ミスリルは、軍事的な緊張状態にある紛争地帯などに出没し、強襲揚陸潜水艦「トゥアハー・デ・ダナン」や最新鋭の人型強襲兵器「アーム・スレイブ」などを送り込み、テロリストや紛争を起こす独裁政権を極秘裏に殲滅していた。
ミスリルの特別対応班に所属する最年少エージェント相良宗介は、都立陣代高校に生徒として潜入し、仲間と共に千鳥かなめを秘密裏にボディーガードするという特殊任務を与えられる。幼少時からゲリラや傭兵として激戦地を渡り歩いてきた宗介は、平和な日常での常識が皆無で、日本の生活に全く馴染めず失敗を繰り返すが、二人は次第に打ち解けていく。
そんな中、宗介のかつての仇敵でありミスリルの敵対組織アマルガムのガウルンが、沖縄への修学旅行中のかなめを拉致すべく学年全員を巻き込んで、ハイジャックを決行して北朝鮮へと着陸する。なぜ、かなめが狙われるのかさえ分からない絶望的な状況下で、援軍の到着を待つ宗介はひとり決死の反撃を開始する。
享楽的に戦闘を楽しむガウルンの駆る、謎の特殊兵器「ラムダ・ドライバ」を持つ新型アームスレイブとの戦闘により負傷した宗介らは、かなめを連れて逃亡するが、次第に敵の包囲網は狭まっていき包囲されてしまう。絶体絶命の窮地に陥ったその時、ダナンからの緊急展開ブースターにより射出されたミスリルの最新型アーム・スレイブ「アーバレスト」が、その姿を現すのであった。

### 第2巻（疾るワン・ナイト・スタンド）
ハイジャック事件から約2か月。ミスリル内での様々な思惑が絡み、名目上は護衛という形で、相良宗介は千鳥かなめ護衛任務を全うしていた。そんな中、成田空港の税関で、奇妙な行動を繰り返して職員に襲いかかった少年が逮捕された。タクマと名乗る少年と謁見したテレサ・テスタロッサは、彼にラムダ・ドライバ搭載ASを操縦する資質を感じ取るが、直後テロリストによる爆破事故に巻き込まれる。
タクマを確保したテッサは宗介に助けを求めるが、かなめを巻き込んでしまい、陣代高校へと避難をする。しかし、タクマの策略により居場所をテロリスト達に突き止められ、テッサとかなめは捕虜となっていまう。テロ組織『A21』に捕まった2人を救出すべく、宗介らは有明に停泊する大型コンテナ船に侵入し、かなめ達を救出したものの、全長40メートルを超える超巨大AS「ベヘモス」の起動を許してしまう。
圧倒的な質量とラムダ・ドライバの障壁を持つベヘモスに、通常のASはまったくの無力で、宗介たちは軽トラックで逃走を試みる。無敵のベヘモスを倒すべく、テッサは国際展示場「ビッグサイト」にアーバレストを投下するよう指示。アーバレストの射撃により、ベヘモスの弱点であるラムダ・ドライバの冷却装置を破壊され、自重を支えきれなくなったベヘモスは崩壊。操縦していたタクマは、姉と思い込んだテッサに抱かれたまま息を引き取った。

### 第3巻（揺れるイントゥ・ザ・ブルー）
トゥアハー・デ・ダナン出航1周年記念パーティーに招待される千鳥かなめは、些細な行き違いから相良宗介と険悪な関係となってしまう。そんな中、SRT要員の裏切り者・グェンとダニガンの手引きにより、ダナンがシージャックされてしまう。実行犯は、死んだはずの宿敵・ガウルンだった。
自らの命さえ賭けのチップにする享楽的な性格のガウルンは、指令室を占拠してAIダーナへのアクセス権を奪い、限界深度への潜航や米軍艦へのミサイル攻撃などを行った結果、米海軍の原潜による反撃を受けるなど、ダナンを窮地に陥れる。しかし、かなめのウィスパードとしての能力を用いて、艦内のレディ・チャペルでAIダーナとのアクセスを行い、艦の制御を奪い返すことに成功し、宗介の突入によってガウルンから指令室を奪還することに成功する。
指令室から逃亡したガウルンは、ASに搭乗して搭載した爆薬により自爆を試みる。宗介はアーバレストに乗り込み、ガウルンのASごとカタパルトで射出することで、絶体絶命のダナンを救うのであった。

### 第4巻 - 第5巻（終わるデイ・バイ・デイ上、下）
最悪のシージャック事件から2か月。相良宗介は命令のままに、千鳥かなめの護衛と戦場での任務をこなしていた。しかし、これまでの事件から「ARX-7アーバレスト」と宗介の重要性を鑑みたミスリル上層部の決定により、宗介はかなめ護衛任務終了を言い渡される。かなめとの接触を禁じられ、別れも言わずにミスリル作戦本部に戻る宗介だったが、かなめとの間を引き裂いたミスリル上層部への不満と、愛機と仰ぐべき機体アーバレストへの不信感が募る。
香港では謎のASが暴れ、内戦になりかねない事件が勃発していた。宗介は心にしこりを残したまま戦場へ出るが、任務に集中できずミスを犯し、そのまま任務を放棄して香港の街を放浪する。一方、一人残された千鳥かなめも正体不明の暗殺者に狙われていた。

### 第6巻（踊るベリー・メリー・クリスマス）
香港での戦いから2か月経った12月、激しい戦いを経て、今まで嫌悪していたアーバレストに愛着を持ち始めた宗介。アーバレストに搭載されている超高性能AI＜アル＞も自我を持ち始めていた。そんな中、ミスリルを裏切ったブルーノへの拷問と死んだガウルンの残した情報により、今までのテロの裏で糸を引いていた黒幕アマルガムの情報を得たミスリルはアマルガムへの先手を打つために作戦を開始する。

### 第7巻（つづくオン・マイ・オウン）
宗介の正体、かなめの正体に薄々気が付きながらも、彼らのために便宜を図ってきた林水元生徒会長に告げられたのは、かなめが学校を去らなければ深刻な事態になってしまうという警告だった。さらにかなめと宗介の前に現れたレナードから聞かされた「知ってはいけない情報を知ってしまったミスリルへの総攻撃」の警告。そして予告は現実となる。その日、磐石と思えたミスリルが、宗介とかなめの9か月間を見守った街並みが、<アマルガム>の猛攻に震えた。「彼女は、絶対に守る」ミスリルからのサポートも、かなめの協力も得られない絶望的な状況の中、宗介は愛機アーバレストでただひとり死闘へと向かう。

### 第8巻（燃えるワン・マン・フォース）
攫われた千鳥かなめ。大破したアーバレスト。崩壊したミスリル。全てを失った宗介は東南アジアの街ナムサクを訪れる。宗介はAS闘技場の闇バトルに参加するため、弱小チーム『クロスボウ』の操縦士を志願。整備士兼オーナーのナミや、気のいいフランス人ルポライター、レモンたちとの思いがけない穏やかな時間を過ごす宗介だったが、彼にはある目的があった。

### 第9巻（つどうメイク・マイ・デイ）
ナムサクでの死闘により瀕死の重傷を負った宗介はレモンに助けられ、コートニー中佐の元でひたすら回復とリハビリに努めていた。やがて判明する幽閉された千鳥かなめの居場所。無謀と知りつつも、かなめ奪還のため、自分の目的のために巻き込み犠牲にしてしまった少女の復讐のために、宗介達はアマルガムのアジトへ乗り込む。しかし圧倒的な戦力差と裏切り者が宗介を阻む。絶望的な状況の最中、最高の相棒と戦友が宗介の元へと集まっていた。

### 第10巻（せまるニック・オブ・タイム）
アルの新たなる姿、新型AS「ARX-8レーバテイン」の圧倒的な戦果により、二ケーロでの戦闘に勝利した宗介とテッサたちは、各地に散らばるミスリルの残党と接触していた。そんな中、テッサはある重大な情報の入手を急がせる。そして宗介とテッサ達は“この世界を変えてしまった事件”が封印されたソ連の極秘実験都市ヤムスク11へ辿り着く事となる。そこにはレナードもまた、ある目的のために潜入していた。そこで宗介はレナードと交戦し、レナードからこの世界の残酷な真実を聞かされる。

### 第11巻 - 第12巻（ずっとスタンド・バイ・ミー上、下）
失った戦友や自分のせいで死んでしまった少女。レナードから聞かされたこの歪んだ世界の真実。そして、その歪んだ世界を元に戻すレナードの計画。葛藤する宗介だったが、レナードがミスリル残党の戦力を分断するために、核戦争を引き起こそうとしていることを知る。全面核戦争による世界滅亡のカウントダウンが始まる中、多くの犠牲を払い、宗介は最終決戦仕様のレーバテインで決戦の地メリダ島に飛び立つ。

## 登場人物
相良宗介
本作の主人公。傭兵組織「ミスリル」の西太平洋戦隊所属のSRT隊員。若く見える容姿ながら、豊富な実戦経験と高い技能を持っており、階級は軍曹。
アル
アーバレスト及びレーバテインに搭載されたAI。相良宗介の相棒とも言える存在。『ウィスパード』であったバニ・モラウタが遺したAIであり、操縦者と共に成長し、宿るはずのない完全な自我が目覚めていく。
千鳥かなめ
本作のヒロイン。「ウィスパード」と呼ばれる特殊能力者であるため、世界中の組織や企業から身柄を狙われている。
テレサ・テスタロッサ
ミスリル作戦部西太平洋戦隊総司令官・TDD-1「トゥアハー・デ・ダナン」艦長。階級は大佐。ウィスパードの能力者。
アンドレイ・セルゲイビッチ・カリーニン
ミスリル作戦部西太平洋戦隊“トゥアハー・デ・ダナン”陸戦コマンド指揮官。階級は少佐。宗介の人生に最も影響を与えている人物。3度に渡り運命的な邂逅を果たしている。
『極北からの声』では主役となっており、カリーニンから見た宗介の壮絶な人生が描かれている。

## 用語

### 団体・組織
ミスリル
近いうちに起こりうる第三次世界大戦を阻止するために創設された、いかなる国家にも属さない、軍事による平和維持活動を主とする対テロ極秘傭兵組織。軍事的な緊張状態にある紛争地帯などに出没し、テロリストや独裁政権に対し、アーム・スレイブなどを送り込み、これを殲滅していた。また、敵対組織の軍事的発展を防ぐため、ウィスパードの人道的保護なども行っている。
ミスリルのエージェントの多くは、年俸契約などによる「傭兵」として雇われており、かなりの好待遇とされている。その代価として、エージェントには資質・経験の面で極めて高水準の能力が要求されるため、結果として作戦の成功率も高い。
組織構成は以下の通り。
評議会
各部署の組織上層部がネットワークを通じて集まり、緊急課題などの会議の場。
作戦部
実際の作戦行動を担当する部署。本部は、オーストラリアのシドニーにあり、名目上は警備会社アルギュロスを名乗っている。作戦部には現在、四つの部隊が存在し、どの部隊もケルト神話の神の名から付けられている。
情報部
情報収集･情報分析を行う部署。各国情報部とのコネクションを持ち、偵察衛星を多数保有している。世界中から得た情報を元に検討を重ねて、重要案件を作戦部に連絡し、作戦行動を起こすのが主な任務である。
研究部
新兵器・ブラックテクノロジーの研究開発、各種戦略・戦術の立案や検討を行う部署。
人事部
エージェントや搭乗員、整備員、開発者、内勤スタッフなどの勧誘と、その人事などを担当する部署。
アマルガム
世界中のテロリスト・独裁政権・紛争地域などに対して、実行部隊を派遣しての援助や兵器提供などを行っている組織。その規模・技術レベルはミスリルのそれと同等以上とみられ、ラムダ・ドライバ搭載兵器に関しては、ミスリルがARX-7（後にARX-8）一機しか有さず、しかも宗介1人しか操縦できない点とくらべ、アマルガムはラムダ・ドライバ搭載の量産型アーム・スレイブを多数配備するなど、常にミスリルの一歩先を行っている。ただし、その技術的優位のせいで、対ラムダ・ドライバ搭載機用の戦術や技術のノウハウがミスリルほど充実していないというデメリットも生じている。世界各国の様々な大企業、組織や国家、テロ集団、マフィアなどアマルガムに関わっている組織や団体は非常に多い。
通常の軍事組織と異なり、トップを定めないというマフィアやギャングに近い特徴を持つ。「幹部」はいるものの、それらをまとめる立場にある「黒幕」が存在しない、非ピラミッド型の組織形態を採用している。

### 能力・技術
ウィスパード
知っているはずの無い、この世の誰にも知りえないはずのことを知っている人間を指す言葉。ウィスパードの資質を持つのは、ヤムスク11の事故の発生の瞬間から約3分間の間に生まれた新生児に限られるため、全世界で覚醒している人間は数人、潜在的には数十人しか存在しないとテッサは推定している。「存在しない技術」ブラックテクノロジーの宝庫と言われ、条件が揃えば現代の水準を遥かに越えた科学理論や技術を提供することができる。
ブラックテクノロジー
ウィスパードによってもたらされる技術。これらは現代の技術水準を上回るものであり、兵器システムに革命をもたらした。ASはその代表例で、「最強の陸戦兵器」と呼ばれている。発見される技術には偏りがあるらしく、現代と比較して人工知能やロボット工学や電子工学の分野でとりわけ進歩が見られる。作中ではブラックテクノロジーは一般的な存在とみなされており、他の技術との区別もなされていない。しかし、これらの存在が異常だと考えるカリーニンのような人物も見られる。
この言葉はSF的な先端技術を意味する中国の新語「黒科技」の語源となった。
パラジウムリアクター
パラジウムを用いたASの常温核融合炉であり、ガーンズバックやトゥアハー・デ・ダナンなどに搭載されている。これを搭載することによってガーンズバックのような第三世代ASは、第二世代のものと比較にならないほどのパワーと高静粛機動を可能としている。設定上、撃破されても爆発・暴走はしないが、内部プラズマの制御が失われると、隔壁を融解させる程の高温となる
ラムダ・ドライバ
作中では虚弦斥力場生成システム（きょげんせきりょくばせいせいシステム）とも呼ばれ、使用する者の意思を物理世界に介入させる、ブラックテクノロジーの一種。主にアーム・スレイブに搭載された、特殊な装置。表向きには搭乗者の意思によってTAROS（Transfer And Response ”Omni-Sphere"）と呼ばれる装置を介して物理的な効果を発生させる仕組みのことを指す。主に防壁として使用される事が多いが、攻撃として使用することも可能。

### 兵器
トゥアハー・デ・ダナン
ミスリルの西太平洋戦隊に所属する揚陸強襲潜水艦。設計者及び艦長はテレサ・テスタロッサ。アーム・スレイブ（AS）やペイヴ・メア輸送ヘリ、攻撃ヘリ、VTOL攻撃機の運用能力を持つ、潜水艦としては極めて異色の存在。
アーム・スレイブ
汎用性が高く多種の武器を使いこなすマニピュレーターや、あらゆる地形を走破し時速100km以上で移動する脚部などから「最強の陸戦兵器」とまで呼ばれる、全長8メートルの人型強襲兵器。
アーバレスト
ストーリー序盤〜中盤にかけて、相良宗介の乗る機体で、第三世代の最新型アームスレイブ。他のSRT隊員の乗るアームスレイブとスペック的には同じであるが、使用する者の精神を物理世界に介入させる「ラムダ・ドライバ」を搭載しており、ASの銃弾を完全に無効化するだけでなく、力場を攻撃にも転用できるなど、一般的なAS1個小隊以上の絶大な戦闘力を誇る。
レーバテイン
ストーリー終盤になり、相良宗介の乗る機体。アーバレストが大破したことから、AIのみを移植し、大幅なスペックアップを果たした究極のアームスレイブ。しかし、極限まで戦闘に特化して機体性能を引き出すために、ステルス性能などの汎用性を犠牲にしており、駆動時間などが大幅に減っている。

## 制作背景
賀東は元々少しハードなB級アクション映画のような作品を考えており、長編ミリタリーアクションの世界観を頭に描いていた。しかし、賀東曰くライトノベルでロボットものの作品が売れたのは『ARIEL』『聖刻シリーズ』くらいであり、ロボットを小説で描くことはテクニカル的に難しかった。それに加えて、ミリタリー作品は絶対にウケないと判断され、このままでは企画自体が無くなってしまうことから「学園要素」を取り入れた短編を展開せざるを得なくなった。賀東自身は元々学園ラブコメには興味がなかったものの、このジャンルによくある記号などを自身の考えで展開していくことでストーリーを作り上げていった。
賀東は最初に長編1作目となる『戦うボーイ・ミーツ・ガール』を書き上げたが、出版が厳しいと告げられたことから『月刊ドラゴンマガジン』にて「学園ものの短編」の連載に踏み切ったため、結果的に長編よりも短編が先に世に出る形となった。なお、短編連載から約5か月後に長編第1巻『戦うボーイ・ミーツ・ガール』が刊行されており、書籍としては短編よりも長編の方が先に世に出ている。

## 評価
長編シリーズは特に評価が高く、長編9巻『つどうメイク・マイ・デイ』発売時には『このライトノベルがすごい！ 2008』にて作品部門ランキング1位を獲得。さらに主人公の相良宗介が男女総合キャラクターランキング1位を獲得し、ダブル受賞となった。解説では、シビアなストーリー展開と魅力的な男性キャラクターが主に支持を集めていると書かれており、この件に関して「ライトノベルというジャンルに置いて主人公がここまで支持される事は本当に珍しい」例として挙げられた。
連載12年目に発売された長編シリーズ最終巻 『ずっとスタンド・バイ・ミー 下』では、オリコン週間本ランキングで文庫部門初週売り上げ第1位獲得した。
日経BP社がインターネットで実施したアンケートを基に公表した「2003年度ライトノベルランキング」では3位を獲得している。

## 既刊一覧

### 小説

#### 長編
- 賀東招二（著）・四季童子（イラスト） 『フルメタル・パニック！』 KADOKAWA〈富士見ファンタジア文庫〉、全12巻
  1. 「戦うボーイ・ミーツ・ガール」1998年9月25日初版発行（9月18日発売[発売 1]）、ISBN 4-04-071116-5
    - 2008年夏の角川文庫「夏の100冊」キャンペーンにより「戦うボーイ・ミーツ・ガール」のみ、新装版としてカバーイラストが変更され発売された。品番は既刊版と同じままである[21]。

  2. 「疾るワン・ナイト・スタンド」1999年3月25日初版発行（3月18日発売[発売 2]）、ISBN 4-04-071115-7
  3. 「揺れるイントゥ・ザ・ブルー」2000年2月25日初版発行（2月14日発売[発売 3]）、ISBN 4-04-071118-1
  4. 「終わるデイ・バイ・デイ（上）」2000年11月15日初版発行（11月10日発売[発売 4]）、ISBN 4-04-071119-X
  5. 「終わるデイ・バイ・デイ（下）」2001年4月25日初版発行（4月20日発売[発売 5]）、ISBN 4-04-071120-3
  6. 「踊るベリー・メリー・クリスマス」2003年3月25日初版発行（3月20日発売[発売 6]）、ISBN 4-04-071110-6
  7. 「つづくオン・マイ・オウン」2004年10月25日初版発行（10月20日発売[発売 7]）、ISBN 4-04-071111-4
  8. 「燃えるワン・マン・フォース」2006年1月25日初版発行（1月20日発売[発売 8]）、ISBN 4-04-071112-2
  9. 「つどうメイク・マイ・デイ」2007年3月25日初版発行（3月20日発売[発売 9]）、ISBN 978-4-04-071121-8
  10. 「せまるニック・オブ・タイム」2008年2月25日初版発行（2月20日発売[発売 10]）、ISBN 978-4-04-071113-3
  11. 「ずっと、スタンド・バイ・ミー（上）」2010年7月25日初版発行（7月17日発売[発売 11]）、ISBN 978-4-04-071122-5
  12. 「ずっと、スタンド・バイ・ミー（下）」2010年8月25日初版発行（8月20日発売[発売 12]）、ISBN 978-4-04-071123-2

#### 外伝
- 賀東招二（著）・四季童子（イラスト）『フルメタル・パニック！－サイドアームズ－』 富士見書房〈富士見ファンタジア文庫〉、全2巻
  1. 「音程は哀しく、射程は遠く」2004年4月25日初版発行（4月20日発売[発売 13]）、ISBN 4-8291-1605-6
  2. 「極北からの声」2006年7月25日初版発行（7月20日発売[発売 14]）、ISBN 4-8291-1842-3

#### 短編
- 賀東招二（著）・四季童子（イラスト） 『フルメタル・パニック！』 富士見書房〈富士見ファンタジア文庫〉、全9巻
  1. 「放っておけない一匹狼？」1998年12月25日初版発行（12月17日発売[発売 15]）、ISBN 4-04-071124-6
  2. 「本気になれない二死満塁？」1999年5月25日初版発行（5月18日発売[発売 16]）、ISBN 4-04-071125-4
  3. 「自慢にならない三冠王？」1999年10月25日初版発行（10月13日発売[発売 17]）、ISBN 4-04-071126-2
  4. 「同情できない四面楚歌？」2000年6月25日初版発行（6月14日発売[発売 18]）、ISBN 4-04-071127-0
  5. 「どうにもならない五里霧中？」2001年10月25日初版発行（10月19日発売[発売 19]）、ISBN 4-04-071128-9
  6. 「あてにならない六法全書？」2002年6月25日初版発行（6月20日発売[発売 20]）、ISBN 4-04-071129-7
  7. 「安心できない七つ道具？」2003年7月25日初版発行（7月19日発売[発売 21]）、ISBN 4-04-071130-0
  8. 「悩んでられない八方塞がり？」2005年7月25日初版発行（7月20日発売[発売 22]）、ISBN 4-04-071131-9
  9. 「マジで危ない九死に一生？」2011年8月25日初版発行（8月20日発売[発売 23]）、ISBN 4-04-071132-7

#### 短編よりぬき
- 『フルメタル・パニック！よりぬきボン太くん』2013年2月21日提供開始[発売 24]
ボン太くんメインの短編を選り抜いて6作品収録。2002年ドラゴンマガジン9月号「200号記念特集」に掲載された超短編「無茶な要求〜〜〜彼らがDM誌に望むこと」が初収録。電子書籍でのみ発売。

#### 続編
- 賀東招二（著）・四季童子（イラスト） 『フルメタル・パニック！ Family』 KADOKAWA〈富士見ファンタジア文庫〉、既刊2巻（2024年11月20日現在）
  1. 2024年1月20日初版発行（1月19日発売[22]）、ISBN 978-4-04-075102-3
  2. 2024年11月20日初版発行（同日発売[23]）、ISBN 978-4-04-075580-9

### 漫画

#### 『フルメタル・パニック！』
- 掲載雑誌：「月刊コミックドラゴン（角川書店）」→「月刊ドラゴンエイジ（角川書店）」2000年2月号 - 2005年4月号
- 賀東招二（原作）・館尾冽（作画） 『フルメタル・パニック！』 角川書店〈ドラゴンコミックス〉、全9巻
  1. 2000年9月1日初版発行（8月30日発売[発売 25]）、ISBN 4-04-926157-X
  2. 2001年4月1日初版発行（3月28日発売[発売 26]）、ISBN 4-04-926170-7
  3. 2001年12月21日発売[発売 27]、ISBN 4-04-926189-8
  4. 2002年4月26日発売[発売 28]、ISBN 4-04-926195-2
  5. 2002年11月28日発売[発売 29]、ISBN 4-04-926212-6
  6. 2003年6月27日発売[発売 30]、ISBN 4-04-926228-2
  7. 2004年2月26日発売[発売 31]、ISBN 4-04-926242-8
  8. 2004年8月30日発売[発売 32]、ISBN 4-04-926248-7
  9. 2005年6月29日発売[発売 33]、ISBN 4-04-926256-8

#### 『いきなり！ フルメタル・パニック！』
- 掲載雑誌：「月刊ドラゴンジュニア（角川書店富士見営業部）」2000年6月号 - 2003年4月号
- 賀東招二（原作）・永井朋裕（作画） 『いきなり！ フルメタル・パニック！』 角川書店〈ドラゴンコミックス〉、全5巻
  1. 2001年2月1日初版発行（1月30日発売[発売 34]）、ISBN 4-04-712262-9
  2. 2001年7月1日初版発行（6月28日発売[発売 35]）、ISBN 4-04-712273-4
  3. 2002年1月1日初版発行（2001年12月21日発売[発売 36]）、ISBN 4-04-712290-4
  4. 2002年5月1日初版発行（4月26日発売[発売 37]）、ISBN 4-04-712299-8
  5. 2003年4月1日初版発行（同日発売[発売 38]）、ISBN 4-04-712325-0

#### 『フルメタル・パニック！ SURPLUS』
- 掲載雑誌：「月刊ドラゴンジュニア（角川書店富士見営業部）」2002年7月号 - 2003年2月号
- 『いきなり！ フルメタル・パニック！』の番外編として掲載されたシリアス・ストーリー「九龍門（カオルーンゲイト）」編のコミック版。
- 賀東招二（原作）・永井朋裕（作画） 『フルメタル・パニック！ SURPLUS』 角川書店〈角川コミックスドラゴンJr.〉、2003年7月1日初版発行（6月27日発売[発売 39]）、ISBN 4-04-712334-X

#### 『フルメタル・パニック！ COMIC MISSION』
- 前述の『フルメタル・パニック！』（館尾冽（作画）、ドラゴンコミックス、全9巻）の再編集版。
- 賀東招二（原作）・館尾冽（作画） 『フルメタル・パニック！ COMIC MISSION』 角川書店〈角川コミックスドラゴンJr.〉、全7巻
  1. 「放っておけない一匹狼？」2003年10月30日発売[発売 40]、ISBN 4-04-712345-5
  2. 「戦うボーイ・ミーツ・ガール」2004年4月27日発売[発売 41]、ISBN 4-04-712355-2
  3. 「あとに退けない二者択一？」2004年12月22日発売[発売 42]、ISBN 4-04-712383-8
  4. 「振り逃げできない三者凡退？」2005年5月30日発売[発売 43]、ISBN 4-04-712402-8
  5. 「例外だらけの四角四面？」2006年5月30日発売[発売 44]、ISBN 4-04-712452-4
  6. 「疾るワン・ナイト・スタンド」2006年7月27日発売[発売 45]、ISBN 4-04-712459-1
  7. 「揺れるイントゥ・ザ・ブルー」2006年8月29日発売[発売 46]、ISBN 4-04-712461-3

#### 『フルメタル・パニック！Σ』
- 掲載雑誌：「月刊ドラゴンエイジ（富士見書房）」2005年5月号 - 2013年9月号
- 館尾冽から引き継ぐ形で『終わるデイ・バイ・デイ』以降の長編エピソードをコミカライズ。
- 賀東招二（原作）・上田宏（作画） 『フルメタル・パニック！Σ』 角川書店〈角川コミックスドラゴンJr.→ドラゴンコミックスエイジ〉、全19巻
  1. 2005年7月28日発売[発売 47]、ISBN 4-04-712416-8
  2. 2005年12月22日発売[発売 48]、ISBN 4-04-712438-9
  3. 2006年6月29日発売[発売 49]、ISBN 4-04-712454-0
  4. 2006年12月1日初版発行（11月29日発売[発売 50]）、ISBN 4-04-712472-9
  5. 2007年5月9日初版発行（5月7日発売[発売 51]）、ISBN 978-4-04-712491-2
  6. 2007年10月9日初版発行（10月4日発売[発売 52]）.、ISBN 978-4-04-712514-8
  7. 2008年2月9日初版発行（2月7日発売[発売 53]）、ISBN 978-4-04-712533-9
  8. 2008年7月9日初版発行（7月7日発売[発売 54]）、ISBN 978-4-04-712555-1
  9. 2008年10月9日初版発行（10月7日発売[発売 55]）、ISBN 978-4-04-712568-1
  10. 2009年3月9日初版発行（3月5日発売[発売 56]）、ISBN 978-4-04-712593-3
  11. 2009年7月9日初版発行（7月7日発売[発売 57]）、ISBN 978-4-04-712613-8
  12. 2009年11月9日初版発行（11月5日発売[発売 58]）、ISBN 978-4-04-712632-9
  13. 2010年6月9日初版発行（6月4日発売[発売 59]）、ISBN 978-4-04-712668-8
  14. 2010年11月9日初版発行（11月5日発売[発売 60]）、ISBN 978-4-04-712694-7
  15. 2011年5月9日初版発行（5月6日発売[発売 61]）、ISBN 978-4-04-712723-4
  16. 2011年11月9日初版発行（11月5日発売[発売 62]）、ISBN 978-4-04-712756-2
  17. 2012年4月9日初版発行（4月5日発売[発売 63]）、ISBN 978-4-04-712788-3
  18. 2012年12月6日発売[発売 64]、ISBN 978-4-04-712841-5
  19. 2013年9月20日発売[発売 65]、ISBN 978-4-04-712901-6

#### 『フルメタル・パニック！Σ（文庫）』
- 前述の『フルメタル・パニック！Σ』 （上田宏（作画）、ドラゴンコミックスエイジ、全14巻）の文庫版。
- 賀東招二（原作）・上田宏（作画） 『フルメタル・パニック！Σ』 富士見書房〈富士見ファンタジア文庫〉、全7巻
  1. 「終わるデイ・バイ・デイ 前編」2012年12月20日発売[発売 66]、ISBN 978-4-8291-3838-0
  2. 「終わるデイ・バイ・デイ 後編」2012年12月20日発売[発売 67]、ISBN 978-4-8291-3839-7
  3. 「つづくオン・マイ・オウン」2013年1月19日発売[発売 68]、ISBN 978-4-8291-3840-3
  4. 「燃えるワン・マン・フォース」2013年1月19日発売[発売 69]、ISBN 978-4-8291-3841-0
  5. 「つどうメイク・マイ・デイ」2013年2月20日発売[発売 70]、ISBN 978-4-8291-3842-7
  6. 「せまるニック・オブ・タイム」2013年3月19日発売[発売 71]、ISBN 978-4-8291-3843-4
  7. 「サイドアームズ」2013年4月20日発売[発売 72]、ISBN 978-4-8291-3844-1

#### 『フルメタル・パニック！0 ‐ZERO‐』
- 月刊ドラゴンエイジ2013年1月号より連載開始。2014年12月号以降は休載。
- 賀東招二（原作）・カサハラテツロー（作画） 『フルメタル・パニック！0 ‐ZERO‐』 KADOKAWA〈ドラゴンコミックスエイジ〉、全5巻
  1. 2013年9月20日発売[発売 73]、ISBN 978-4-04-712902-3
  2. 2013年10月9日発売[発売 74]、ISBN 978-4-04-712903-0
  3. 2014年8月20日発売[発売 75]、ISBN 978-4-04-070252-0
  4. 2015年6月5日発売[発売 76]、ISBN 978-4-04-070253-7
  5. 2015年6月5日発売[発売 77]、ISBN 978-4-04-070254-4

#### 『フルメタル・パニック！ Family』
- 月刊ドラゴンエイジ2025年1月号より連載開始[4]。最終決戦から20年後、夫婦になった宗介とかなめの生活を描いたストーリー[4]。

- 賀東招二（原作）・神反ヲ鬚（漫画）・四季童子（キャラクター原案） 『フルメタル・パニック！ Family』 KADOKAWA〈ドラゴンコミックスエイジ〉、既刊1巻（2025年6月9日現在）
  1. 2025年6月9日発売[24][25]、ISBN 978-4-04-075952-4

### ガイドブック

#### 小説
- 『フルメタル・パニック！ ENCYCLOPEDIA』 富士見書房、2000年6月25日初版発行（6月14日発売[発売 78]）、ISBN 4-8291-7448-X
- 『超解！フルメタル・パニック！』 富士見書房、2001年12月1日初版発行（11月16日発売[発売 79]）、ISBN 4-8291-7479-X
- 『超解！フルメタル・パニック！ 2007』 富士見書房、2007年10月9日発売[発売 80]、ISBN 978-4-8291-7651-1

#### アニメ
- 『フルメタル・パニック！ THE ANIME MISSION』 富士見書房、2002年11月29日発売[発売 81]、ISBN 4-8291-7523-0
- 『フルメタル・パニック? ふもっふ MISSION COMPLETE』 エムディエヌコーポレーション 、2004年7月発売、ISBN 4-8443-5755-7

#### その他
- 『フルメタル・パニック! 3D＆設定資料ASクロニクル』 アスキー・メディアワークス 、2011年8月31日発売[発売 82]、ISBN 978-4-04-870770-1
- 『フルメタル・パニック! マスターファイル アーム・スレイブ M9ガーンズバック』 SBクリエイティブ 、2019年2月21日発売[発売 83]、ISBN 978-4-7973-9857-1

## アニメ

### テレビアニメ
第1作
『フルメタル・パニック！』のタイトルで、2002年1月から6月までWOWOWにて放送された。映像セルソフトは放送当時にDVDが、Blu-ray BOXが2008年6月に発売された。
ディレクターズカット三部作
後述のアニメ第4作『Invisible Victory』に向け、第1期を監督の千明が総指揮のもと2010年代における最新技術でブラッシュアップ作業を施し、2017年11月より『TVアニメ「フルメタル・パニック！」ディレクターズカット』と題した全三部作の総集編が随時都内2か所・大阪1か所の劇場にて1週間限定で劇場上映された。第1部『1st SECTION “ボーイ・ミーツ・ガール”』は2017年11月25日より公開。第2部『2nd SECTION “ワン・ナイト・スタンド”』は2018年1月13日より公開。第3部完結篇『3rd SECTION “イントゥ・ザ・ブルー”』は2018年1月20日に公開された。第1部の興行収入は510万円。いずれも後にAT-Xにてテレビ放送された。
以下の記述での略記は「DC版」とする。

第2作
『フルメタル・パニック？ ふもっふ』は、2003年8月から11月までフジテレビにて放送された。アニメーション制作は京都アニメーションが担当。公式略称は『ふもっふ』。DVDは全6巻発売（17回）、2007年6月22日にDVDBOXが発売された。

第3作
『フルメタル・パニック！ The Second Raid』（フルメタル・パニック ザ・セカンド・レイド）として、2005年7月から9月までWOWOWにて放送された。『ふもっふ』に引き続き京都アニメーションが制作を担当。公式略称は『TSR』。DVD-BOXは、2007年7月27日に発売された。
第1作から第3作まで収録されたBD-BOXが「Blu-ray BOX All Stories」として2013年10月25日に発売された。

第4作
2018年4月から7月まで第4作目『フルメタル・パニック！ Invisible Victory』（フルメタル・パニック インビジブル・ヴィクトリー）が、AT-X・TOKYO MXほかにて放送された。アニメーション制作はXEBECが担当。公式略称は『IV（アイブイ）』。制作会社のトラブルにより第4話・第8話の放送翌週には、それぞれ総集編として「インターミッション」、「インターミッション2」を放送。それにより本来の枠では第11話・第12話を放送できなくなったため、両話は同年7月に別枠で放送された。
2015年10月24日に行われた「ファンタジア文庫大感謝祭2015」にて新作アニメの企画が進行中であることが発表された後、2016年10月22日に行われた「ファンタジア文庫大感謝祭2016」内のスペシャルステージにてプロジェクト初期タイトル『フルメタル・パニック！ IV』とメインスタッフ・放送時期が発表され、2017年1月20日に正式タイトルが発表された。
合計20機を超えるASが登場し、各話スタッフとして出渕裕や大張正己などロボットアニメへの参加経験を持つスタッフが名を連ねている。

#### スタッフ
|                                           | 第1作                          | 第2作                     | 第3作                           | 第4作          |
| ----------------------------------------- | ------------------------------ | ------------------------- | ------------------------------- | -------------- |
| 原作                                      | 賀東招二                       | 賀東招二                  | 賀東招二                        | 賀東招二       |
| 原作                                      | 四季童子                       | N/A                       | N/A                             | N/A            |
| 原作イラスト・ キャラクター原案           | N/A                            | 四季童子                  | 四季童子                        | 四季童子       |
| 監督                                      | 千明孝一                       | 武本康弘                  | 武本康弘                        | 中山勝一       |
| シリーズ構成・脚本                        | 千明孝一                       | N/A                       | 賀東招二                        | 賀東招二       |
| シリーズ構成・脚本                        | 志茂文彦、賀東招二             |                           | 賀東招二                        | 賀東招二       |
| キャラクターデザイン                      | 堀内修                         | 堀内修                    | 堀内修                          | 堀内修         |
| キャラクターデザイン                      | N/A                            | N/A                       | N/A                             | 山本彩（サブ） |
| メカニックデザイン                        | 海老川兼武 渭原敏明            | N/A                       | 海老川兼武                      | 海老川兼武     |
| メカニックデザイン                        | 海老川兼武 渭原敏明            | N/A                       | 渭原敏明                        | 渭原敏明       |
| メカニックディレクター                    | N/A                            | N/A                       | N/A                             | 西井正典       |
| 銃器デザイン                              | N/A                            | N/A                       | N/A                             | 吉岡毅         |
| セットデザイン                            | N/A                            | N/A                       | N/A                             | 柳瀬敬之       |
| プロップデザイン                          | N/A                            | N/A                       | N/A                             | 松村拓哉       |
| 美術監督                                  | 太田大                         | 鵜ノ口穣二                | 鵜ノ口穣二                      | 木下了香       |
| 美術監督                                  | 太田大                         | 多田喜久子                | N/A                             | 木下了香       |
| 美術設定                                  | N/A                            | N/A                       | 鵜ノ口穣二                      | 天田俊貴       |
| 色彩設計（第1・4作） 色彩設定（第2・3作） | 中村近世                       | 高木理恵                  | 高木理恵                        | 北林千明       |
| 撮影監督                                  | 福士享、林コージロー 瓶子修一  | 中上竜太                  | 中上竜太                        | 井上洋志       |
| 3DCGディレクター                          | N/A                            | N/A                       | N/A                             | 上地正祐       |
| 編集                                      | 重村建吾                       | 森田清次                  | 重村建吾                        | 平木大輔       |
| 音楽                                      | 佐橋俊彦                       | 佐橋俊彦                  | 佐橋俊彦                        | 佐橋俊彦       |
| 音楽プロデューサー                        | 渡辺隆                         | 渡辺隆                    | 渡辺隆                          | 斎藤滋         |
| 音楽制作                                  | ポニーキャニオン               | ポニーキャニオン          | ポニーキャニオン                | ランティス     |
| 音響監督                                  | 鶴岡陽太                       | 鶴岡陽太                  | 鶴岡陽太                        | 鶴岡陽太       |
| 統括プロデューサー 企画プロデューサー     | 伊藤敦                         | 伊藤敦                    | 伊藤敦                          | 伊藤敦         |
| 統括プロデューサー 企画プロデューサー     | N/A                            | 八田英明                  | 八田英明                        | 伊藤敦         |
| プロデューサー                            | 武智恒雄                       | 武智恒雄                  | 武智恒雄                        | N/A            |
| プロデューサー                            | 冨岡重明                       | 冨岡重明                  | 鈴木智子、北浦宏之 松井智       | N/A            |
| プロデューサー                            | 福井政文、鈴木淑仁             | 浜野貴敏、畑中利雄        | 鈴木智子、北浦宏之 松井智       | N/A            |
| アニメーション プロデューサー             | 村濱章司                       | 八田陽子                  | N/A                             | 小山剛弘       |
| アニメーション制作                        | GONZO・ ディジメーション GONZO | 京都アニメーション        | 京都アニメーション              | XEBEC          |
| 製作                                      | ミスリル ミスリル2017          | フジテレビ 陣代高校生徒会 | Full Metal Panic! Film Partners | FMP!4          |

#### 主題歌
第1作
オープニングテーマ「tomorrow」
作詞・作曲・歌 - 下川みくに / 編曲 - ab:fly、中山信彦
エンディングテーマ「枯れない花」
作詞 - 小林夏海 / 作曲・編曲 - ab:fly / 歌 - 下川みくに
DC版テーマソング
下記3曲は、すべて作詞・作曲・歌 - 山田タマル
第1部「Every Magic」
編曲 - 山下洋介
第2部「Two of us」
編曲 - 神田ジョン
第3部「君は友達 一番の恋〜way to love you〜」
編曲 - 増田武史
第2作
オープニングテーマ「それが、愛でしょう」
作詞・歌 - 下川みくに / 作曲・編曲 - Sin
エンディングテーマ「君に吹く風」
作詞 - 何茶李 / 作曲・編曲 - Sin / 歌 - 下川みくに
第3作
オープニングテーマ「南風」
作詞・作曲 - 浅田信一 / 編曲 - 西川進 / 歌 - 下川みくに
エンディングテーマ「もう一度君に会いたい」
作詞・歌 - 下川みくに / 作曲 - Gajin / 編曲 - 西川進
第4作
オープニングテーマ
「Even...if」（第2話、第3話）
「Even...if（English Ver.）」（第5話 - 第7話、第9話 - 第12話）
作詞・作曲・歌 - 山田タマル / 編曲 - 山下洋介
第5話では本編後にオープニングが挿入された。
エンディングテーマ
「yes」（第2話 - 第4話）
「yes（English Ver.）」（第6話、第7話、第9話 - 第11話）
作詞・作曲・歌 - 山田タマル / 編曲 - 山本陽介
「Remained dream」（第8話）
作詞 - 畑亜貴 / 作曲・編曲 - 菊田大介 / 歌 - 茅原実里
挿入歌
「Hopeful “SOUL”」（第8話）
作詞 - 畑亜貴 / 作曲・編曲 - 菊田大介 / 歌 - 茅原実里
「枯れない花」（第12話）
作詞 - 小林夏海 / 作曲・編曲 - ab:fly / 歌 - 下川みくに
「tomorrow」（第12話）
作詞・作曲・歌 - 下川みくに / 編曲 - ab:fly、中山信彦

#### 評価
第28回アニメグランプリではグランプリ作品部門で『TSR』が57位、サブタイトル部門で『TSR』第13話「つづく日々」が66位、男性キャラクター部門で相良宗介が16位、女性キャラクター部門で千鳥かなめが84位を獲得している。

#### 各話リスト
第1作
| 話数   | サブタイトル                         | 脚本           | 絵コンテ          | 演出              | 作画監督            | メカニック作画監督       | 総作画監督 | 原作             |
| ------ | ------------------------------------ | -------------- | ----------------- | ----------------- | ------------------- | ------------------------ | ---------- | ---------------- |
| 第1話  | 気になるあいつは軍曹（サージェント） | 千明孝一       | 千明孝一          | 西山明樹彦        | 堀内修              | 伊藤浩二                 | 堀内修     | 長編第1巻        |
| 第2話  | 守ってあげたい                       | 志茂文彦       | 京田知己          | 黒田やすひろ      | 神本兼利            | 伊藤浩二                 | 堀内修     | 長編第1巻        |
| 第3話  | ランジェリー・パニック               | 志茂文彦       | 西山明樹彦        | 西山明樹彦        | 竹田逸子 宇佐美皓一 | 伊藤浩二                 | 堀内修     | 長編第1巻        |
| 第4話  | キッド・ナップ                       | 大久保富彦     | 大久保富彦        | 高瀬節夫          | 青木真理子          | 伊藤浩二                 | 堀内修     | 長編第1巻        |
| 第5話  | 囁かれし者（ウィスパード）           | 植田浩二       | 坂田純一          | 黒田やすひろ      | 青木真理子          | 伊藤浩二                 | 堀内修     | 長編第1巻        |
| 第6話  | STILL ALIVE                          | 植田浩二       | 小倉陳利          | 西山明樹彦        | 内田順久            | -                        | 堀内修     | 長編第1巻        |
| 第7話  | ボーイ・ミーツ・ガール               | 志茂文彦       | 京田知己 千明孝一 | 深井蒼            | いちかわけいぞう    | いちかわけいぞう         | 堀内修     | 長編第1巻        |
| 第8話  | パートタイム・ステディ               | 十川誠志       | 千明孝一          | 黒田やすひろ      | 神本兼利            | -                        | -          | 短編第1巻        |
| 第9話  | あぶないセーフハウス                 | 植田浩二       | 岡村天斎          | 土屋浩幸          | 河村明夫            | 神戸洋行                 | 堀内修     | 長編第2巻        |
| 第10話 | ラン・ランニング・ラン               | 志茂文彦       | 坂田純一          | 西山明樹彦        | 寺岡巌              | 寺岡巌                   | 堀内修     | 長編第2巻        |
| 第11話 | ベヘモス覚醒                         | 十川誠志       | 大久保富彦        | 西山明樹彦        | 津熊健徳 堀内修     | 森下博光                 | 堀内修     | 長編第2巻        |
| 第12話 | ワン・ナイト・スタンド               | 十川誠志       | 千明孝一          | 千明孝一          | 寺岡巌              | 寺岡巌                   | 堀内修     | 長編第2巻        |
| 第13話 | 猫と仔猫のR&R（ロックンロール）      | 千明孝一       | 小倉陳利          | 西山明樹彦        | 神本兼利 酒井和男   | 酒井和男                 | 堀内修     | 短編第3巻        |
| 第14話 | 習志野は燃えているか？               | 十川誠志       | 京田知己          | 浦田保則          | 細越裕治            | いちかわけいぞう         | -          | アニメオリジナル |
| 第15話 | 故郷に舞う風・前編                   | 植田浩二       | 小倉陳利          | 高瀬節夫          | 青木真理子          | 青木真理子               | -          | アニメオリジナル |
| 第16話 | 故郷に舞う風・中編                   | 志茂文彦       | 坂田純一          | 土屋浩幸          | 河村明夫            | いちかわけいぞう         | -          | アニメオリジナル |
| 第17話 | 故郷に舞う風・後編                   | 十川誠志       | 岡村天斎          | 松尾慎            | 佐村義一            | 松尾慎                   | -          | アニメオリジナル |
| 第18話 | 深海パーティー                       | 大久保富彦     | 岡村天斎          | 神戸洋行          | 金崎貴臣            | 神戸洋行                 | 堀内修     | 長編第3巻        |
| 第19話 | エンゲージ・シックス・セブン         | きむらひでふみ | 小野学            | 西山明樹彦        | 寺岡巌              | 寺岡巌                   | 堀内修     | 短編第4巻        |
| 第20話 | ヴェノムの火                         | 植田浩二       | 佐藤英一          | 鈴木薫            | 金紀杜              | 宍戸聡 酒井和男 嶋田俊彦 | 堀内修     | 長編第3巻        |
| 第21話 | ディープ・トラップ                   | 志茂文彦       | 鈴木吉男          | 黒田やすひろ      | 青木真理子          | 青木真理子               | 堀内修     | 長編第3巻        |
| 第22話 | ジャック・イン・ザ・ボックス         | 十川誠志       | 関野昌弘          | 西山明樹彦        | 神本兼利 金崎貴臣   | 吉田徹 森下博光          | 堀内修     | 長編第3巻        |
| 第23話 | 巨人のフィールド                     | 千明孝一       | 小倉陳利          | 浦田保則          | 寺岡巌              | 寺岡巌                   | 堀内修     | 長編第3巻        |
| 第24話 | イントゥ・ザ・ブルー                 | 志茂文彦       | 千明孝一          | 浦田保則 千明孝一 | 堀内修              | 関野昌弘                 | -          | 長編第3巻        |

第2作
| 話数 | サブタイトル                 | 脚本     | 絵コンテ            | 演出       | 作画監督          | 原作             |
| ---- | ---------------------------- | -------- | ------------------- | ---------- | ----------------- | ---------------- |
| 1話  | 南から来た男                 | 賀東招二 | 武本康弘            | 北之原孝将 | 米田光良          | 短編第1巻        |
| 1話  | 妥協無用のホステージ         | 賀東招二 | 武本康弘            | 北之原孝将 | 米田光良          | 短編第2巻        |
| 2話  | すれ違いのホスティリティ     | 志茂文彦 | 山本寛              | 山本寛     | 池田和美          | 短編第3巻        |
| 2話  | 空回りのランチタイム         | 志茂文彦 | 山本寛              | 山本寛     | 池田和美          | 短編第2巻        |
| 3話  | 鋼鉄のサマー・イリュージョン | 志茂文彦 | 三好一郎            | 三好一郎   | 多田文男          | 短編第1巻        |
| 4話  | 芸術のハンバーガー・ヒル     | 賀東招二 | 大久保富彦          | 大久保富彦 | 小野修次          | 短編第1巻        |
| 4話  | 一途なステイク・アウト       | 賀東招二 | 大久保富彦          | 大久保富彦 | 小野修次          | 短編第2巻        |
| 5話  | 純で不純なグラップラー       | 武本康弘 | まつぞのひろし      | 荒川真嗣   | 石川健介 米田光良 | 短編第5巻        |
| 5話  | 善意のトレスパス             | 武本康弘 | まつぞのひろし      | 荒川真嗣   | 石川健介 米田光良 | 短編第5巻        |
| 6話  | 押し売りのフェティッシュ     | 志茂文彦 | 北之原孝将          | 北之原孝将 | 米田光良          | 短編第3巻        |
| 6話  | 暗闇のペイシェント           | 志茂文彦 | 北之原孝将          | 北之原孝将 | 米田光良          | 短編第3巻        |
| 7話  | やりすぎのウォークライ       | 志茂文彦 | 三好一郎            | 三好一郎   | 多田文男          | 短編第2巻        |
| 8話  | 女神の来日（受難編）         | 賀東招二 | 石原立也            | 石原立也   | 池田晶子          | 短編第6巻        |
| 9話  | 女神の来日（温泉編）         | 賀東招二 | 武本康弘            | 山本寛     | 池田和美          | アニメオリジナル |
| 10話 | 仁義なきファンシー           | 志茂文彦 | 渡辺純央            | 渡辺純央   | 高田晃 中武学     | 短編第5巻        |
| 11話 | ままならないブルーバード     | 志茂文彦 | 大久保富彦 坂田純一 | 大久保富彦 | 小野修次 中武学   | 短編第6巻        |
| 12話 | 五時間目のホット・スポット   | 賀東招二 | 武本康弘            | 武本康弘   | 米田光良          | 短編第6巻        |

第3作
| 話数     | サブタイトル         | 脚本     | 絵コンテ   | 演出       | 作画監督                  | 原作             |
| -------- | -------------------- | -------- | ---------- | ---------- | ------------------------- | ---------------- |
| Scene 01 | 終わる日々           | 賀東招二 | 武本康弘   | 武本康弘   | 堀内修                    | アニメオリジナル |
| Scene 02 | 水面下の状景         | 武本康弘 | 山本寛     | 山本寛     | 池田和美                  | アニメオリジナル |
| Scene 03 | 迷宮と竜             | 賀東招二 | 北之原孝将 | 北之原孝将 | 米田光良                  | アニメオリジナル |
| Scene 04 | デイライト           | 賀東招二 | 三好一郎   | 三好一郎   | 門脇聡                    | アニメオリジナル |
| Scene 05 | うるわしきシチリア   | 志茂文彦 | 武本康弘   | 武本康弘   | 池田晶子                  | 長編第4、5巻     |
| Scene 06 | エッジ・オブ・ヘヴン | 山本寛   | 山本寛     | 山本寛     | 池田和美                  | 長編第4、5巻     |
| Scene 07 | とりのこされて       | 武本康弘 | 吉岡忍     | 吉岡忍     | 米田光良                  | 長編第4、5巻     |
| Scene 08 | ジャングル・グルーブ | 賀東招二 | 三好一郎   | 石立太一   | 門脇聡                    | 長編第4、5巻     |
| Scene 09 | 彼女の問題           | 志茂文彦 | 北之原孝将 | 北之原孝将 | 池田晶子                  | 長編第4、5巻     |
| Scene 10 | ふたつの香港         | 山本寛   | 吉岡忍     | 吉岡忍     | 池田和美                  | 長編第4、5巻     |
| Scene 11 | 彼の問題             | 武本康弘 | 山本寛     | 山本寛     | 米田光良                  | 長編第4、5巻     |
| Scene 12 | 燃える香港           | 志茂文彦 | 三好一郎   | 三好一郎   | 門脇聡                    | 長編第4、5巻     |
| Scene 13 | つづく日々           | 賀東招二 | 武本康弘   | 武本康弘   | 堀内修 北之原孝将（メカ） | 長編第4、5巻     |

第4作
| 話数   | サブタイトル           | 絵コンテ          | 演出              | キャラクター作画監督                                                | メカニック作画監督 |
| ------ | ---------------------- | ----------------- | ----------------- | ------------------------------------------------------------------- | ------------------ |
| 第1話  | ゼロアワー             | 中山勝一          | 中山勝一          | 堀内修                                                              | 加藤優             |
| 第2話  | 損害制御               | 吉田英俊 中山勝一 | 阿部雅司          | 吉岡毅 中尾高之                                                     | 松村拓哉           |
| 第3話  | BIG ONE PERCENT        | 出渕裕            | 筑紫大介          | 山本彩                                                              | 西井正典           |
| 第4話  | オン・マイ・オウン     | 京田知己          | 大西健太          | 今西亨 前田明寿 石原満                                              | 松村拓哉 加藤優    |
| 第5話  | WELCOME TO THE JUNGLE  | 福田道生          | 山田雅之          | 那花優統 山岡信一 糸島雅彦                                          | 加藤優             |
| 第6話  | 腐敗のまどろみ         | 吉田英俊          | 深瀬重            | 内藤直 石原満 山本彩                                                | 加藤優             |
| 第7話  | ジャイアント・キリング | 津田尚克 西井正典 | 江副仁美          | 植田実 片桐貴悠                                                     | 西井正典           |
| 第8話  | ワン・マン・フォース   | 摩砂雪 中山勝一   | 大西健太 中山勝一 | 吉岡毅 那花優統 梁博雅 田中宏紀 松村拓哉 鈴木奈都子 堀内修          | 松村拓哉 加藤優    |
| 第9話  | 堕ちた魔女             | 片山一良          | 青木youイチロー   | 内藤直 那花優統 山本彩 吉岡毅 堀内修                                | 松村拓哉 加藤優    |
| 第10話 | 前へ、前へ             | 吉田英俊          | 中原れい          | 乘田拓茂 石原満 山根理宏 山岡信一 前田明寿 荒木裕 常盤健太郎 丹澤学 | 中原れい           |
| 第11話 | ストーミー・ナイト     | 出渕裕            | 筑紫大介          | 結城信輝                                                            | 加藤優 松村拓哉    |
| 第12話 | メイク・マイ・デイ     | 福田道生 吉田英俊 | 阿部雅司 大西健太 | 堀内修 那花優統 中村深雪 山本彩 吉岡毅 鈴木奈都子                   | 西井正典           |

#### 放送局
第1作
| 放送地域 | 放送局       | 放送期間                                      | 放送日時                                                  | 放送系列  | 備考             |
| -------- | ------------ | --------------------------------------------- | --------------------------------------------------------- | --------- | ---------------- |
| 日本全域 | WOWOW        | 2002年1月15日 - 6月25日                       | 火曜 18:30 - 19:00                                        | BS放送    |                  |
| 日本全域 | AT-X         | 2006年9月11日 - 2007年2月19日                 | 月曜 10:30 - 11:00                                        | CS放送    | リピート放送あり |
| 千葉県   | チバテレビ   | 2008年1月9日 - 3月26日 2008年4月2日 - 6月18日 | 水曜 2:00 - 2:30（火曜深夜） 水曜 1:45 - 2:15（火曜深夜） | 独立UHF局 |                  |
| 京都府   | KBS京都      | 2008年1月9日 - 6月18日                        | 水曜 2:00 - 2:30（火曜深夜）                              | 独立UHF局 |                  |
| 奈良県   | 奈良テレビ   | 2008年1月9日 - 3月26日 2008年4月2日 - 6月18日 | 水曜 2:15 - 2:45（火曜深夜） 水曜 2:00 - 2:30（火曜深夜） | 独立UHF局 |                  |
| 三重県   | 三重テレビ   | 2008年1月9日 - 6月18日                        | 水曜 2:55 - 3:25（火曜深夜）                              | 独立UHF局 |                  |
| 兵庫県   | サンテレビ   | 2008年1月11日 - 6月20日                       | 金曜 0:40 - 1:10（木曜深夜）                              | 独立UHF局 |                  |
| 埼玉県   | テレ玉       | 2008年1月11日 - 6月20日                       | 金曜 1:00 - 1:30（木曜深夜）                              | 独立UHF局 |                  |
| 東京都   | TOKYO MX     | 2008年1月12日 - 6月21日                       | 土曜 2:30 - 3:00（金曜深夜）                              | 独立UHF局 |                  |
| 神奈川県 | tvk          | 2008年1月12日 - 6月21日                       | 土曜 3:15 - 3:45（金曜深夜）                              | 独立UHF局 |                  |
| 和歌山県 | テレビ和歌山 | 2008年1月14日 - 6月23日                       | 月曜 1:10 - 1:40（日曜深夜）                              | 独立UHF局 |                  |
| 岐阜県   | 岐阜放送     | 2008年1月15日 - 6月24日                       | 火曜 1:45 - 2:15（月曜深夜）                              | 独立UHF局 |                  |
| 日本全域 | BS11         | 2008年3月29日 - 9月6日                        | 土曜 0:00 - 0:30（金曜深夜）                              | BS放送    | 『ANIME+』枠     |

第2作
| 放送地域   | 放送局       | 放送期間                      | 放送時間                     | 放送系列       | 備考             |
| ---------- | ------------ | ----------------------------- | ---------------------------- | -------------- | ---------------- |
| 関東広域圏 | フジテレビ   | 2003年8月27日 - 11月29日      | 水曜 2:28 - 2:58（火曜深夜） | フジテレビ系列 | 制作局           |
| 日本全域   | AT-X         | 2007年4月19日 - 7月5日        | 木曜 10:30 - 11:00           | CS放送         | リピート放送あり |
| 千葉県     | チバテレビ   | 2008年9月24日 - 12月10日      | 水曜 1:45 - 2:15（火曜深夜） | 独立UHF局      |                  |
| 京都府     | KBS京都      | 2008年9月24日 - 12月10日      | 水曜 2:00 - 2:30（火曜深夜） | 独立UHF局      |                  |
| 奈良県     | 奈良テレビ   | 2008年9月24日 - 12月10日      | 水曜 2:00 - 2:30（火曜深夜） | 独立UHF局      |                  |
| 三重県     | 三重テレビ   | 2008年9月24日 - 12月17日      | 水曜 2:55 - 3:25（火曜深夜） | 独立UHF局      |                  |
| 兵庫県     | サンテレビ   | 2008年9月26日 - 12月12日      | 金曜 0:40 - 1:10（木曜深夜） | 独立UHF局      |                  |
| 埼玉県     | テレ玉       | 2008年9月26日 - 12月12日      | 金曜 1:00 - 1:30（木曜深夜） | 独立UHF局      |                  |
| 東京都     | TOKYO MX     | 2008年9月27日 - 12月13日      | 土曜 2:30 - 3:00（金曜深夜） | 独立UHF局      |                  |
| 神奈川県   | tvk          | 2008年9月27日 - 12月13日      | 土曜 3:15 - 3:45（金曜深夜） | 独立UHF局      |                  |
| 和歌山県   | テレビ和歌山 | 2008年9月29日 - 12月15日      | 月曜 1:10 - 1:40（日曜深夜） | 独立UHF局      |                  |
| 岐阜県     | 岐阜放送     | 2008年9月30日 - 12月16日      | 火曜 1:45 - 2:15（月曜深夜） | 独立UHF局      |                  |
| 日本全域   | BS11         | 2008年12月21日 - 2009年3月7日 | 土曜 0:00 - 0:30（金曜深夜） | BS放送         | 『ANIME+』枠     |

第3作
| 放送地域 | 放送局       | 放送期間                 | 放送時間                     | 放送系列  | 備考             |
| -------- | ------------ | ------------------------ | ---------------------------- | --------- | ---------------- |
| 日本全域 | WOWOW        | 2005年7月14日 - 10月20日 | 木曜 0:00 - 0:30（水曜深夜） | BS放送    | 制作協力         |
| 日本全域 | AT-X         | 2007年7月31日 - 10月23日 | 月曜 10:30 - 11:00           | CS放送    | リピート放送あり |
| 千葉県   | チバテレビ   | 2008年6月25日 - 9月17日  | 水曜 1:45 - 2:15（火曜深夜） | 独立UHF局 |                  |
| 京都府   | KBS京都      | 2008年6月25日 - 9月17日  | 水曜 2:00 - 2:30（火曜深夜） | 独立UHF局 |                  |
| 奈良県   | 奈良テレビ   | 2008年6月25日 - 9月17日  | 水曜 2:00 - 2:30（火曜深夜） | 独立UHF局 |                  |
| 三重県   | 三重テレビ   | 2008年6月25日 - 9月17日  | 水曜 2:55 - 3:25（火曜深夜） | 独立UHF局 |                  |
| 兵庫県   | サンテレビ   | 2008年6月27日 - 9月19日  | 金曜 0:40 - 1:10（木曜深夜） | 独立UHF局 |                  |
| 埼玉県   | テレ玉       | 2008年6月27日 - 9月19日  | 金曜 1:00 - 1:30（木曜深夜） | 独立UHF局 |                  |
| 東京都   | TOKYO MX     | 2008年6月28日 - 9月20日  | 土曜 2:30 - 3:00（金曜深夜） | 独立UHF局 |                  |
| 神奈川県 | tvk          | 2008年6月28日 - 9月20日  | 土曜 3:15 - 3:45（金曜深夜） | 独立UHF局 |                  |
| 和歌山県 | テレビ和歌山 | 2008年6月30日 - 9月22日  | 月曜 1:10 - 1:40（日曜深夜） | 独立UHF局 |                  |
| 岐阜県   | 岐阜放送     | 2008年7月1日 - 9月23日   | 火曜 1:45 - 2:15（月曜深夜） | 独立UHF局 |                  |
| 日本全域 | BS11         | 2008年9月13日 - 12月6日  | 土曜 0:00 - 0:30（金曜深夜） | BS放送    | 『ANIME+』枠     |

第4作
| 放送期間                | 放送時間                     | 放送局     | 対象地域 | 備考                                 |
| ----------------------- | ---------------------------- | ---------- | -------- | ------------------------------------ |
| 2018年4月13日 - 6月29日 | 金曜 20:30 - 21:00           | AT-X       | 日本全域 | 製作参加 / CS放送 / リピート放送あり |
|                         | 金曜 22:30 - 23:00           | TOKYO MX   | 東京都   | 製作参加 / リピート放送あり          |
|                         | 金曜 23:30 - 土曜 0:00       | サンテレビ | 兵庫県   |                                      |
| 2018年4月14日 - 6月30日 | 土曜 3:00 - 3:30（金曜深夜） | BS11       | 日本全域 | BS放送 / 『ANIME+』枠                |

| 配信期間                | 配信時間                     | 配信サイト |
| ----------------------- | ---------------------------- | --- |
| 2018年4月13日 - 6月29日 | 金曜 23:00 - 23:30           | AbemaTV Abemaアニメチャンネル |
| 2018年4月14日 - 6月30日 | 土曜 12:00 更新              | dアニメストア |
| 2018年4月21日 - 7月7日  | 土曜 0:30 - 1:00（金曜深夜） | ニコニコ生放送 |
|                         | 土曜 1:00（金曜深夜） 更新   | ニコニコチャンネル |
|                         | 土曜 更新                    | GYAO! Rakuten TV ひかりTV バンダイチャンネル U-NEXT アニメ放題 J:COMオンデマンド ビデオパス Amazonビデオ FOD DMM.com ビデオマーケット HAPPY!動画 あにてれ Hulu |
| 2018年4月23日 - 7月9日  | 月曜 更新                    | ムービーフルPlus |
| 2018年4月25日 - 7月11日 | 水曜 更新                    | PlayStation Video |

| 放送日                         | 放送時間                     | 放送局     | 対象地域 | 備考                                 |
| ------------------------------ | ---------------------------- | ---------- | -------- | ------------------------------------ |
| 2018年7月18日                  | 水曜 19:00 - 20:00           | AT-X       | 日本全域 | 製作参加 / CS放送 / リピート放送あり |
| 2018年7月20日                  | 金曜 19:00 - 20:00           | TOKYO MX   | 東京都   | 製作参加                             |
| 2018年7月22日                  | 日曜 2:00 - 3:00（土曜深夜） | サンテレビ | 兵庫県   |                                      |
| 2018年7月24日                  | 火曜 3:00 - 4:00（月曜深夜） | BS11       | 日本全域 | BS放送 / 『ANIME+』枠                |
| 全局第11話・第12話を連続放送。 |                              |            |          |                                      |

| 配信日        | 配信時間           | 配信サイト                    |
| ------------- | ------------------ | ----------------------------- |
| 2018年7月20日 | 金曜 22:00 - 22:50 | AbemaTV Abemaアニメチャンネル |
| 2018年7月21日 | 土曜 12:00 更新    | dアニメストア                 |

| WOWOW 火曜18:30 - 19:00枠                                | WOWOW 火曜18:30 - 19:00枠 | WOWOW 火曜18:30 - 19:00枠 |
| 前番組                                                   | 番組名                    | 次番組                    |
| -------------------------------------------------------- | ------------------------- | ------------------------- |
| 人形草紙あやつり左近（再放送） ※放送延期のための代替放送 | フルメタル・パニック！    | G-onらいだーす            |

| フジテレビ 火曜2:28 - 2:58（月曜深夜）枠 （本番組より同時刻に放送） | フジテレビ 火曜2:28 - 2:58（月曜深夜）枠 （本番組より同時刻に放送） | フジテレビ 火曜2:28 - 2:58（月曜深夜）枠 （本番組より同時刻に放送） |
| 前番組                                                              | 番組名                                                              | 次番組                                                              |
| ------------------------------------------------------------------- | ------------------------------------------------------------------- | ------------------------------------------------------------------- |
| WOLF'S RAIN ※2:10 - 2:40                                            | フルメタル・パニック？ ふもっふ                                     | クロノクルセイド                                                    |

| WOWOW 金曜0:00 - 0:30（木曜深夜）枠 | WOWOW 金曜0:00 - 0:30（木曜深夜）枠    | WOWOW 金曜0:00 - 0:30（木曜深夜）枠 |
| 前番組                              | 番組名                                 | 次番組                              |
| ----------------------------------- | -------------------------------------- | ----------------------------------- |
| プルミエール （月2回）              | フルメタル・パニック！ The Second Raid | プルミエール （月2回）              |

| TOKYO MX 金曜22:30 - 23:00枠 | TOKYO MX 金曜22:30 - 23:00枠             | TOKYO MX 金曜22:30 - 23:00枠 |
| 前番組                       | 番組名                                   | 次番組                       |
| ---------------------------- | ---------------------------------------- | ---------------------------- |
| ハクメイとミコチ             | フルメタル・パニック！ Invisible Victory | 殺戮の天使                   |

### OVA
第3作特別版OVA
2006年5月26日にDVDにて発売された。全1話。「わりとヒマな戦隊長の一日」を収録。限定版にはTSRで同梱されていたUMDが廃止され、賀東招二脚本の新作ドラマCD「ありえない授業」が同梱されている。BDではフルメタル・パニック! The Second Raid Blu-ray BOXに収録されている。

#### スタッフ（OVA）
- 原作・脚本 - 賀東招二[44]
- 原作イラスト・キャラクター原案 - 四季童子[44]
- 監督・絵コンテ・演出 - 武本康弘[44]
- キャラクターデザイン・作画監督 - 堀内修[44]
- メカニカルデザイン - 海老川兼武[44]
- 美術監督 - 鵜ノ口穣二[44]
- 色彩設定 - 高木理恵[44]
- 撮影監督 - 中上竜太[44]
- 編集 - 重村建吾[44]
- 音楽 - 佐橋俊彦[44]
- 音楽プロデューサー - 渡辺隆[44]
- 音楽制作 - ポニーキャニオン[44]
- 音響監督 - 鶴岡陽太[44]
- 企画プロデューサー - 安田猛[44]
- プロデューサー - 鈴木智子[44]、武智恒雄[44]
- アニメーション制作 - 京都アニメーション[44]
- 製作 - トゥアハー・デ・ダナン

## 関連商品

### オーディオドラマ
アニメ第4作の放送を記念し、過去のアニメシリーズをつなぐオーディオドラマ『フルメタル・パニック！ 踊るベリー・メリー・クリスマス』が2016年12月23日よりランティス・YouTube内公式チャンネルで配信された。各話、四季童子による新規イラスト1枚とともに配信。前述の通り、『Invisible Victory』のBDおよびDVDの特典CDとして封入される。

#### スタッフ（踊るベリー・メリー・クリスマス）
- 原作・脚本監修 - 賀東招二
- 原作イラスト・新規イラスト - 四季童子
- メインビジュアル - 堀内修
- 脚本 - 永井真吾
- 音楽 - 佐橋俊彦
- 音響監督 - 鶴岡陽太
- 音響効果 - 倉橋裕宗
- 録音 - 矢野さとし
- 録音助手 - 砂庭舞
- 音響制作担当 - 杉山好美
- 音響制作 - 楽音舎

#### 主題歌（踊るベリー・メリー・クリスマス）
テーマソング「Sacrifice for Dear」
作詞 - 松井洋平 / 作曲 - 菊田大介（Elements Garden） / 歌 - 茅原実里

#### 各話リスト（踊るベリー・メリー・クリスマス）
| 話数   | サブタイトル                           | 配信日          |
| ------ | -------------------------------------- | --------------- |
| 第1話  | クイーンズ・ガンビット                 | 2016年 12月23日 |
| 第2話  | 予定は未定                             | 2017年 1月23日  |
| 第3話  | ようこそ、パシフィック・クリサリス号へ | 2月13日         |
| 第4話  | かしましき、この聖夜                   | 3月6日          |
| 第5話  | セイラー出撃                           | 3月27日         |
| 第6話  | ラスト・アクション・ヒーロー           | 4月17日         |
| 第7話  | ふたりの艦長                           | 5月8日          |
| 第8話  | 激闘の序曲                             | 5月29日         |
| 第9話  | 執行者たち                             | 6月19日         |
| 第10話 | ハンター・キラー                       | 7月10日         |
| 第11話 | 眠れない聖夜                           | 7月31日         |
| 第12話 | ベリー・メリー・クリスマス             | 8月21日         |

### CD
発売元は全てポニーキャニオンである。なお、限定版付属ドラマCDについては割愛している。
- フルメタル・パニック！ ドラマCD（全3巻）
  - 「やりすぎのウォークライ」2001年5月10日発売
  - 「一途なステイク・アウト」2001年8月10日発売
  - 「女神の来日（受難編）」2001年11月9日発売 
    - アニメ化前に月刊ドラゴンマガジンで誌上販売されたものであり、現在入手困難となっている。声優は一部を除きアニメ版と異なる。

2003年2月にはバレンタインメッセージCD（千鳥かなめver.）が誌上通販されている。
- 「フルメタル・パニック！ オリジナルサウンドトラックアルバム1」2002年4月17日発売
- 「フルメタル・パニック！ オリジナルサウンドトラックアルバム2」2002年6月19日発売
- 「フルメタル・パニック？ ふもっふ オリジナルサウンドトラックアルバム」2003年12月17日発売
- 「フルメタル・パニック！ The Second Raid オリジナル・サウンドトラック・アルバム」2005年8月18日発売

### コンピュータゲーム
スーパーロボット大戦シリーズ
新旧の様々なメディア作品で世に出たロボットが登場（シリーズでは「参戦」と呼称する）するシミュレーションゲームシリーズ。このうち数作品に本作のキャラクター・ロボットが登場している。
Another Century's Episode:R
上記の「スーパーロボット大戦シリーズ」と同じく、新旧のロボットアニメが集うアクションゲームシリーズ。タクマの駆るベヘモスをお台場で倒した宗介達が惑星エリアに転移し、各登場作品のキャラクターと競演する。アニメ版1期のみの登場だが、ASのデザインは『TSR』版である。『ふもっふ』よりボン太くんがゲスト出演する。
バトルロボット魂
バンダイのROBOT魂を題材にしたPSP用のバトルアクションゲーム。M9ガーンズバック（クルツ、マオ）、アーバレスト、M9Dファルケ、サベージ（サンド、グレー、クロスボウ）、コダールm、コダールi（ヴェノム） 、ボン太くん実戦仕様が登場。
フルメタル・パニック！ 戦うフー・デアーズ・ウィンズ
2018年5月31日、バンダイナムコエンターテインメントよりPS4用ゲームとして発売。ジャンルはシミュレーションRPG。先述した「スーパーロボット大戦シリーズ」を開発しているB.B.スタジオが制作。初の作品単体でのゲーム化作品となる。
同時期に展開しているアニメ『Invisible Victory』と同じく、『つづくオン・マイ・オウン』以降から物語が展開される。また、本作のみで描かれるIfの物語に分岐させることも可能。
ファミ通2018年6月7日号（No.1538）の40点満点のクロスレビューでは29点だった。
テーマソングは山田タマルの「Brave Love」
ファンタジア・リビルド
2020年12月17日から2021年12月17日まで配信されたPC / iOS / Android用アプリゲーム。
ファンタジア文庫作品のクロスオーバーRPGであり、リリース時より本作のキャラクターが登場する。「スーパーロボット大戦」や「Another Century's Episode」がメカニックを中心とした扱われ方をしているのに対し、本作はキャラクターを中心として扱われている（メカニックも一部登場する）。

### トレーディングカードゲーム
- 『フルメタル・パニック カードミッション』
  - 「基本セット」2001年11月
  - 「ミスリルの女神」2002年5月
  - 「覚醒の天使」2002年9月
  - 「キラカード・コレクション のんびりできない春夏秋冬？」2002年11月
  - 「フルメタル・パニック!カードミッションパーフェクト・ガイドブック」2002年8月
- 『ドラゴン☆オールスターズ』2003年 - 2005年
- 『プロジェクト レヴォリューション』
  - 「富士見書房1.0」2007年10月
  - 「富士見書房2.0」2008年5月
  - 「富士見書房1.1」2008年9月
  - スタートダッシュデッキS（富士見書房1.0の再録）2007年12月
- 『クルセイドシステムカードシリーズ 』2013年12月
- 『ChaosTCG』2018年5月
- 『ヴァイスシュヴァルツ 』富士見ファンタジア文庫、2019年6月

### パチンコ・パチスロ
- パチンコ：CRフルメタル・パニック！TSR（2010年）
- パチスロ：パチスロ フルメタル・パニック！TSR（2012年）
いずれもタイヨーエレックから発売。

### TRPG
『フルメタル・パニック！RPG』
2014年9月20日に発売された。小太刀右京（チーム・バレルロール）とF.E.A.R.によるTRPG化作品である。イラストレーターは四季童子。
著者の小太刀自身の手によるリプレイシリーズ『フルメタル・パニック! アンダカヴァ』では、アニメでテレサ・テスタロッサ役を演じたゆかなと、本作のメインイラストレーターの四季童子がプレイヤーとして参加している。
本ルールはメタリックガーディアンRPGとの親和性が最も高く（というより、他のSRSでのロボット兵器では耐久力の面で不利を強いられる）、コラボ企画として、リプレイ「黒鉄のワンダリングジャーニー」が発売された。こちらにも四季童子がプレイヤーとして参加している。